# Altea (motorfiets)
Altea is een historisch Italiaans motorfietsmerk.
De bedrijfsnaam was S.A. Motocicli Altea, Milaan.
Nadat ingenieur Alberico Seiling zijn eerste merk MAS verkocht had, bouwde hij eerst motorfietsen onder zijn eigen naam en daarna, gefinancierd door de eens bekende motorfabrikant Türkheimer, 198cc-eencilinder kopklep-machines. Deze hadden drie versnellingen en een achterveersysteem met slechts één veer/demperelement. Vlak voor het uitbreken van de Tweede Wereldoorlog bouwde Altea ook een triporteur, maar toen de oorlog uitbrak moest de productie beëindigd worden.